# Торговиця (Голованівський район)
Торго́виця — село (давніше місто) в Новоархангельській селищній громаді Голованівського району Кіровоградської області (Україна). Населення становить 2 534 особи.
Розташоване на березі річки Синюха (ліва притока р. Південний Буг), на протилежному березі — Новоархангельськ.

## Історія

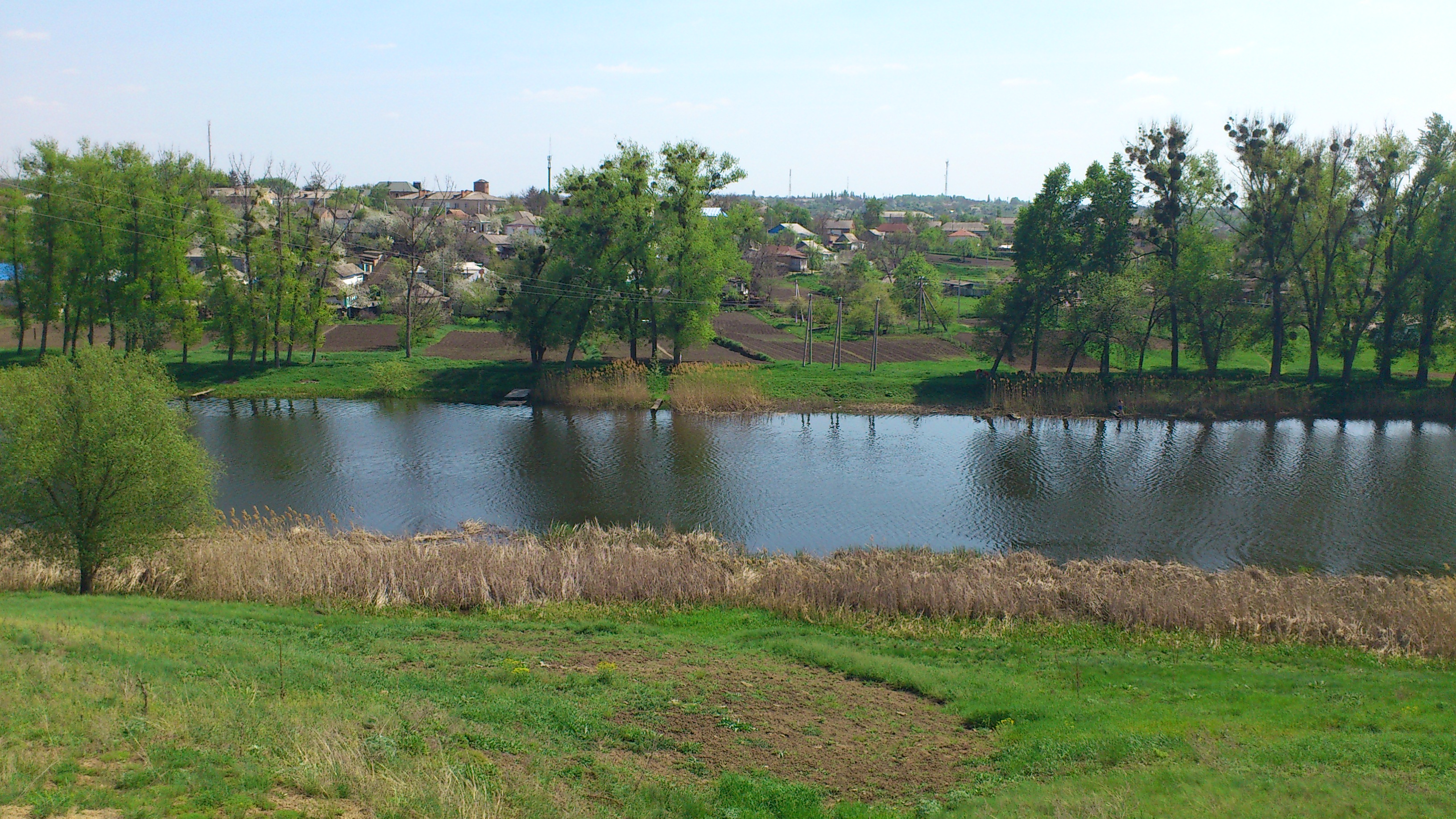
Місце розкопок в Торговиці. Через річку Синюху видно Новоархангельськ.

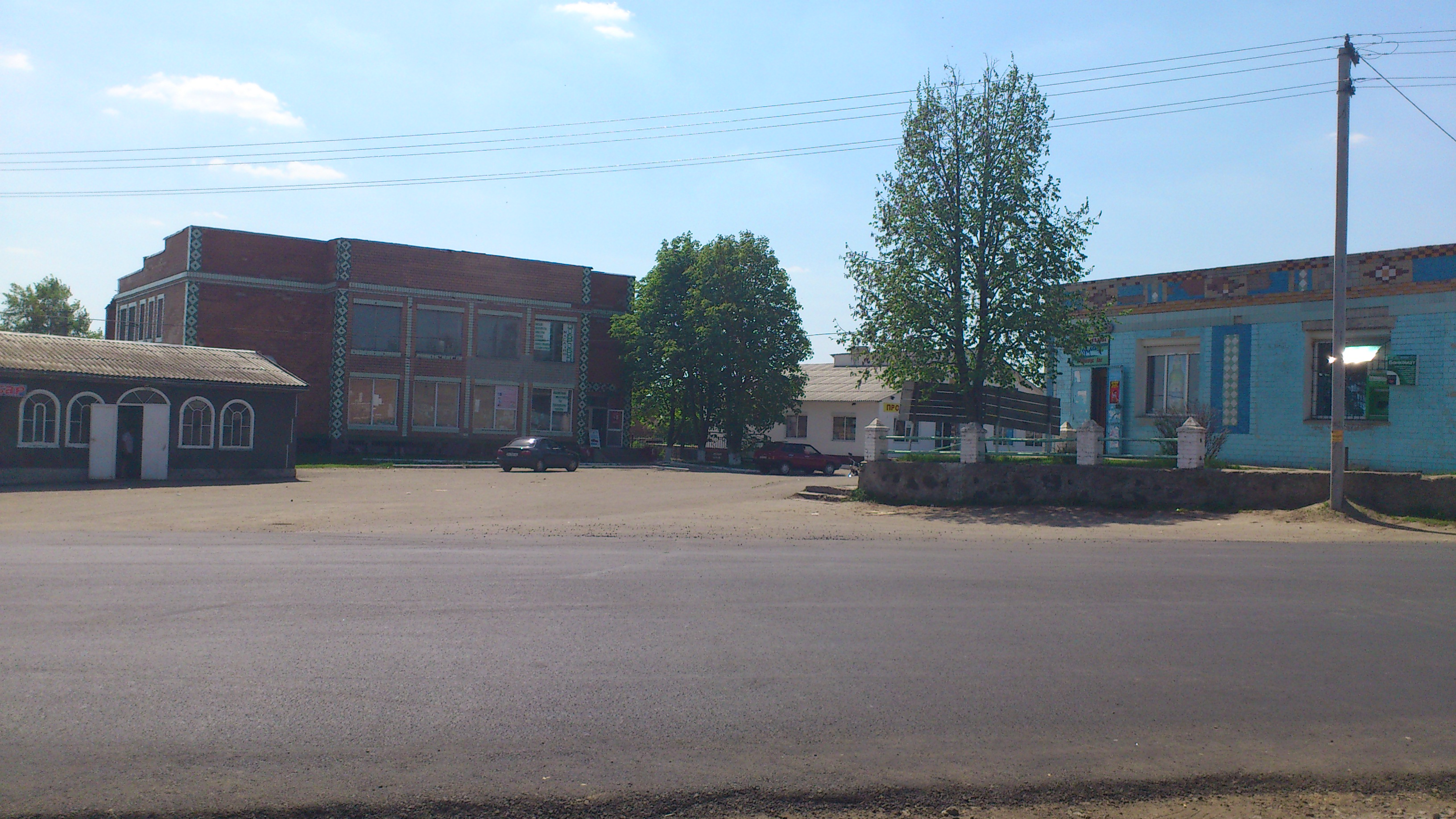
Магазини в Торговиці

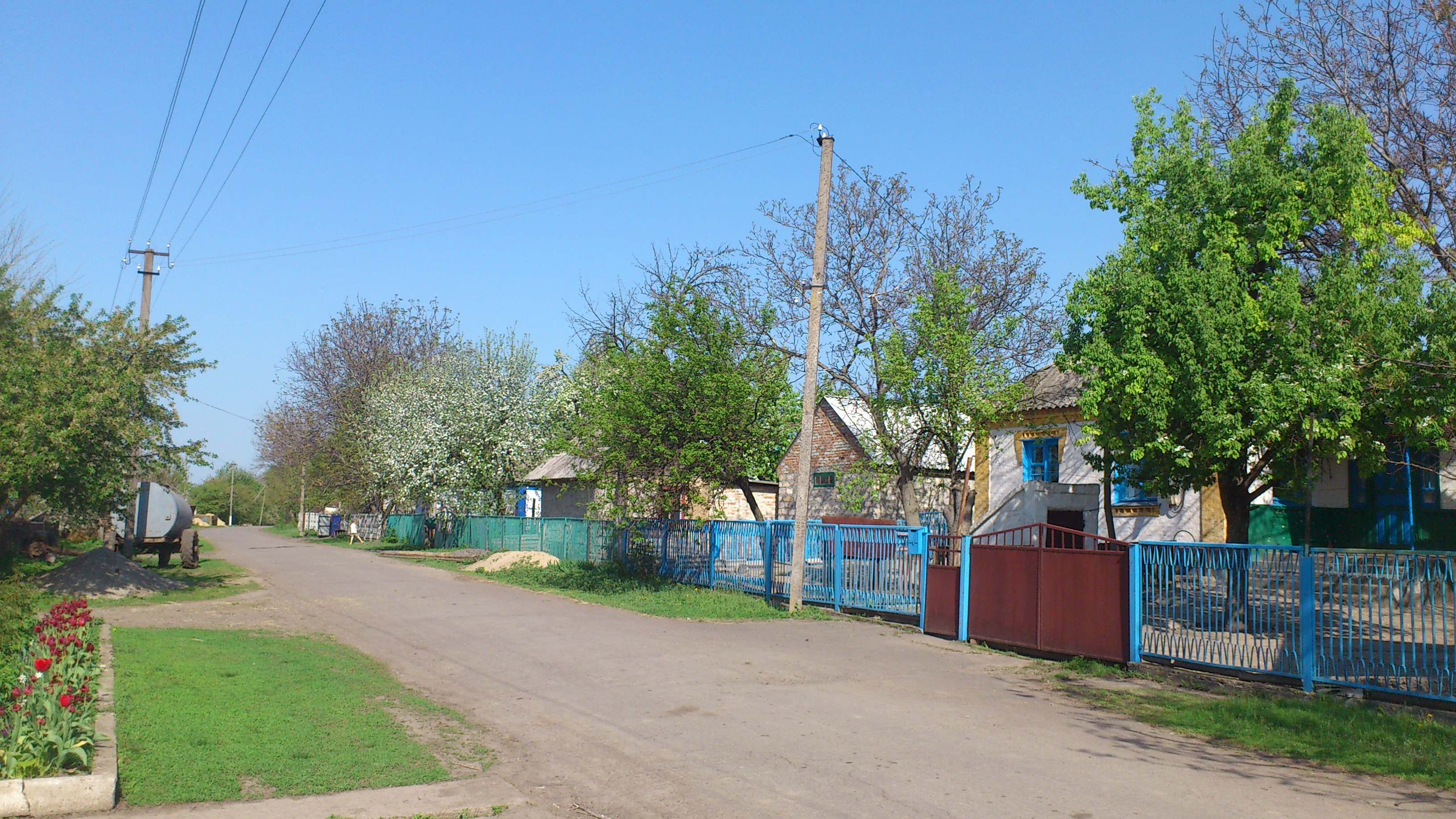
Торговиця, вулиця Котовського

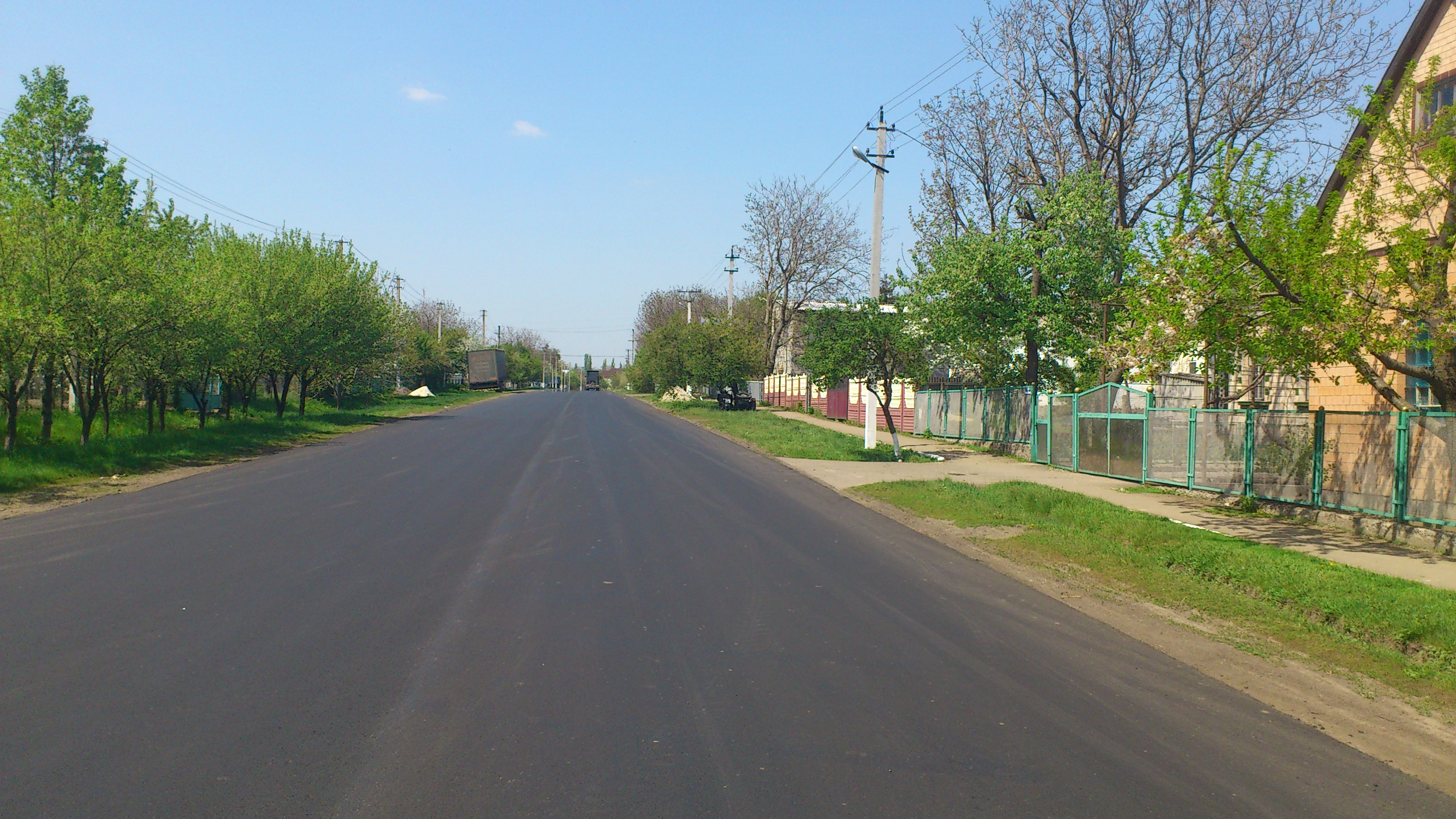
Торговиця, вулиця Івана Сірка

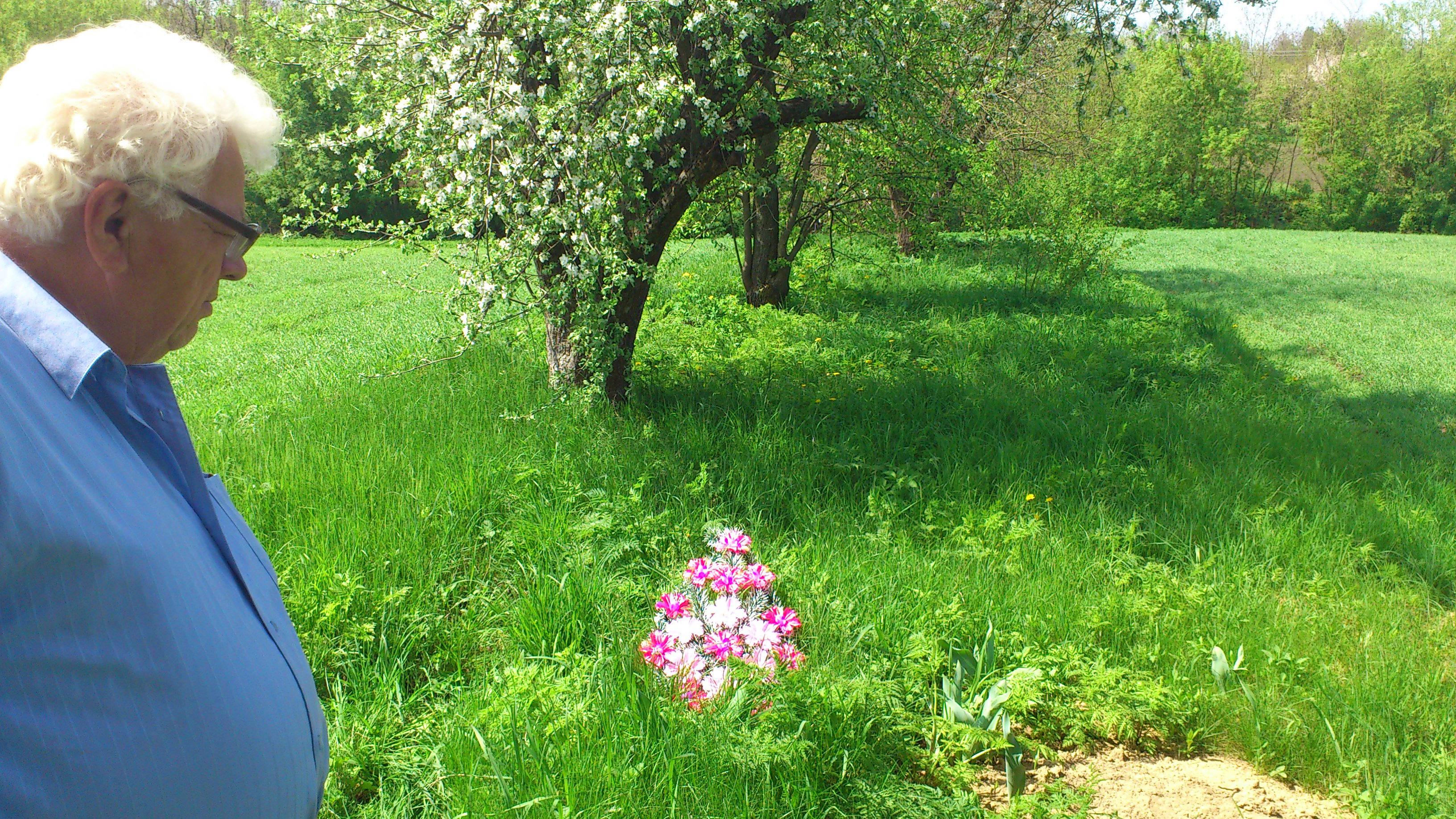
Могила Онисі Пащенко у Торговиці, яку її знесилені від голоду діти, поховали прямо у погребі на подвір'ї.

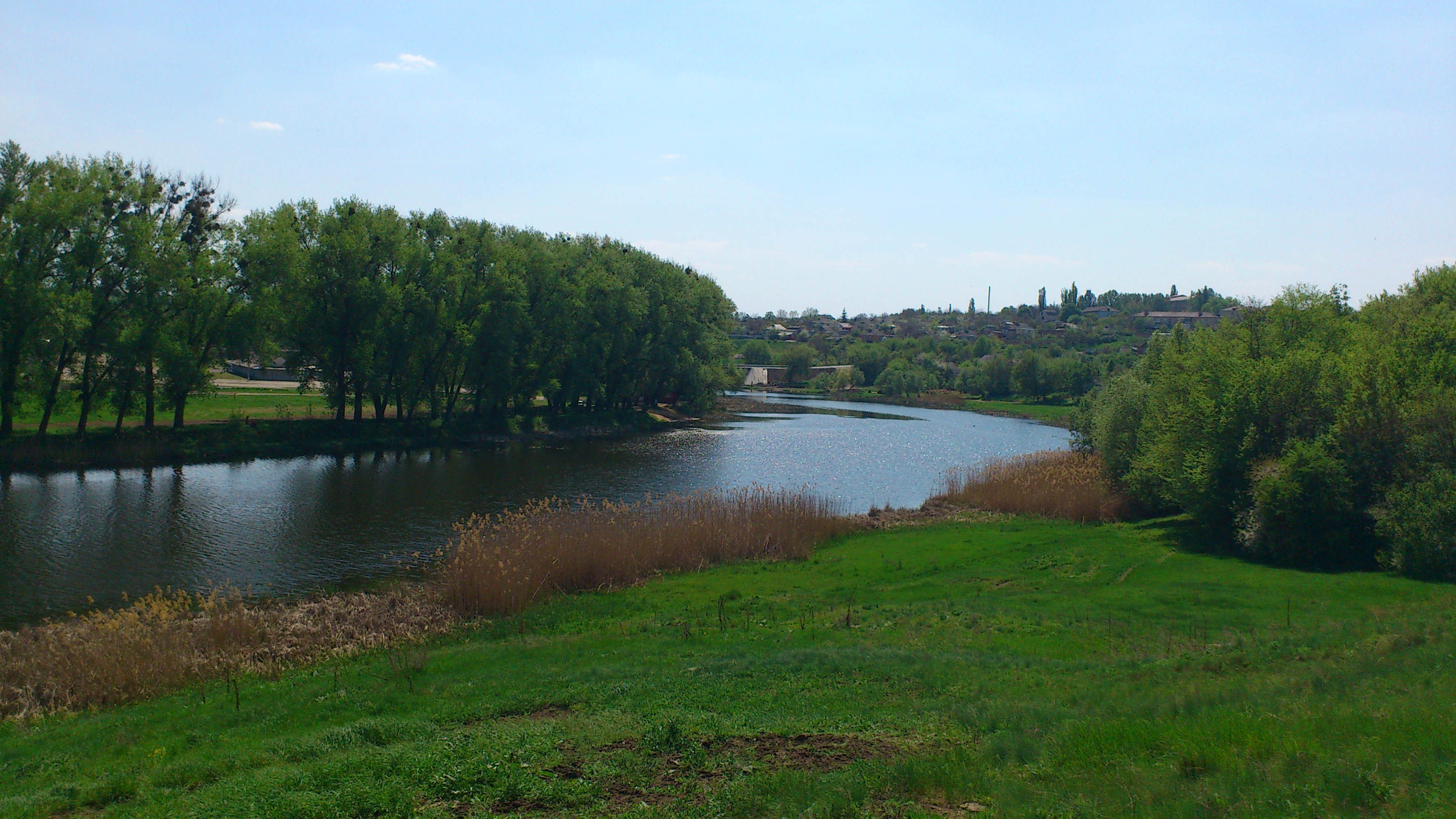
Синюха між Торговицею і Новоархангельськом

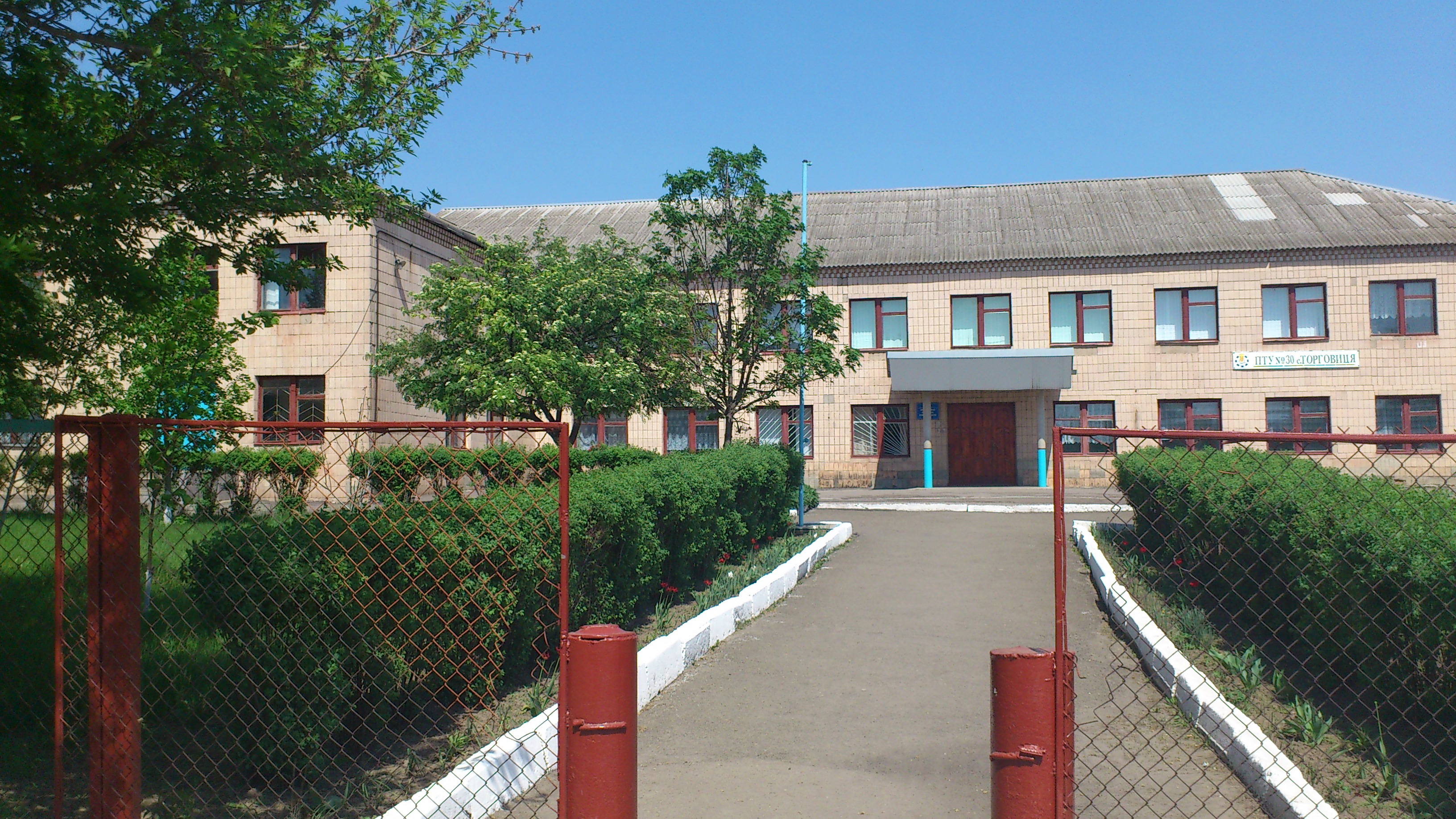
Торговицьке ПТУ № 30

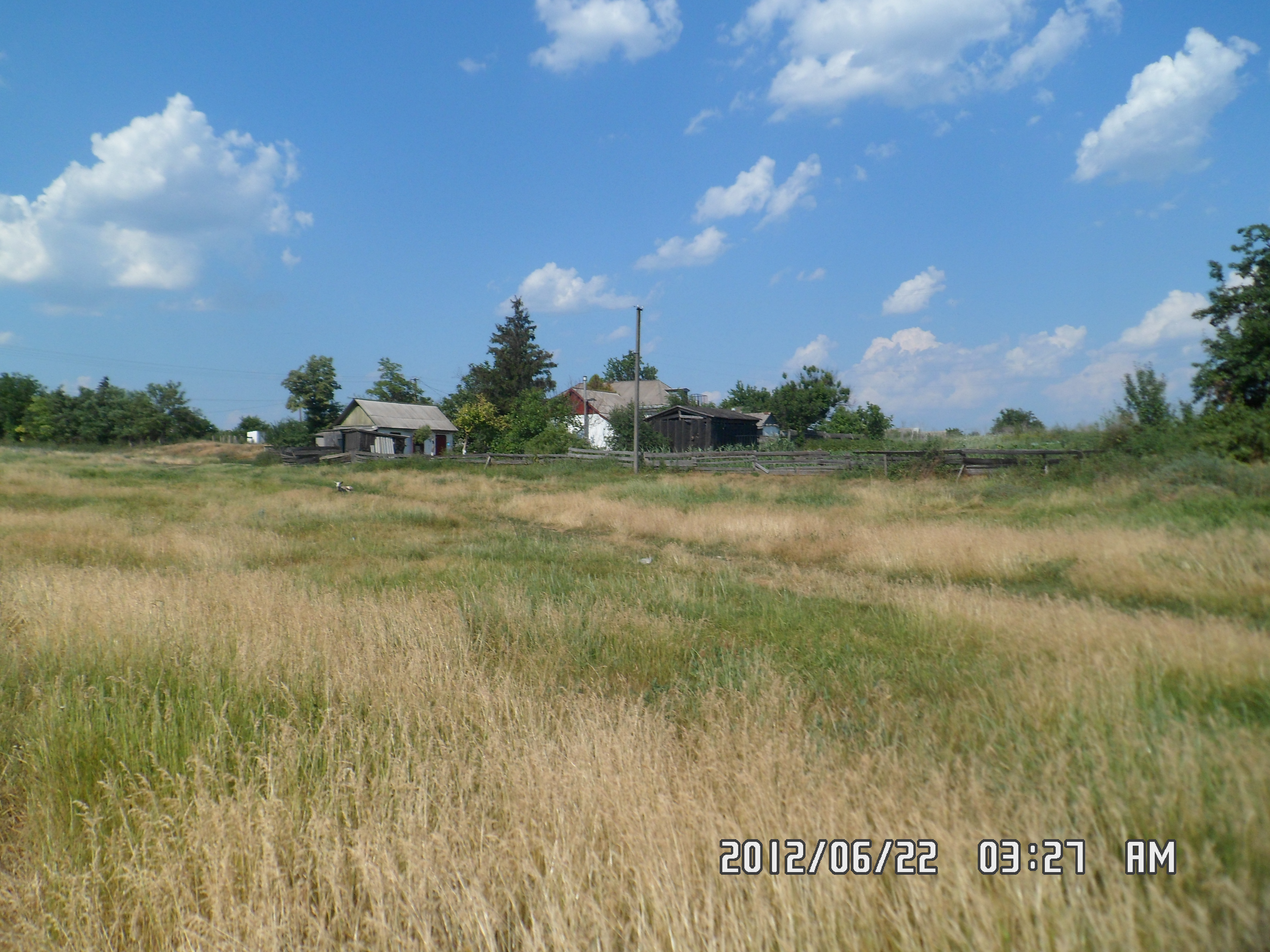

На території села виявлено сліди міста доби Золотої Орди (ставка улуса Курумиши), могильник того ж часу. Археологічні дослідження проводить експедиція Центральноукраїнського державного педагогічного університету ім. В. К. Винниченка.
Перша письмова згадка про Торговицю датується 1331 роком. Близькість лісів спричинила розвиток тут бортництва, теслярства та бондарства; поширення набуло ткацтво. Розташування міста на перетині торгових шляхів з Галицько-Волинського князівства, Володимиро-Суздальщини та Київщини зробило Торговицю одним з міжнародних центрів обміну товарами на землях ВКЛ.
Поруч із містом восени 1362 року відбулася битва на Синіх Водах між військом Великого князя Литовського Ольгерда Гедиміновича та ордами татарських правителів на Поділлі, яка закінчилася розгромом татар і переходом їхніх земель під владу Литви.
Місто, яке виникло тут за литовських часів, було знищене Менглі-Гіреєм наприкінці 15 століття. 1575 року Мацей Стрийковський ще бачив тут мури давнього міста.
Згодом терен Торговиці належав до «пустих земель» Умані.
1609 — Торговицю надали Валентію-Александру Калиновському, пізніше вона перейшла до його сина Марціна Калиновського.
1669 — тут сформували козацький полк. Першим полковником був Євтим Торговицький.
1675 — у розпалі Руїни мешканці Торговиці переселилися за Дніпро.
Торговиця перейшла під владу поляків і належала Станіславу Щенсному Потоцькому.
1732 — належала Францішеку Салезію Потоцькому. Він поставив тут управителем Квятковича, який населив значну кількість нових поселень (помер у віці 105 років).
1773 — перейшла до сина Ф. С. Потоцького — Станіслава Щенсного Потоцького, який утримував тут особисту прикордонну сторожу, складену переважно зі шляхти (було їх 70 осіб).
1776 — Юзефом-Ґабріелем Стемпковським та С. Щ. Потоцьким після судового процесу між ними через село було укладено угоду, за якою воно відходило останньому.
14 травня 1792 — С. Щ. Потоцький, Северин Жевуський, Ксаверій Браницький уклали тут «Торговицьку конфедерацію».
1885 — тут було 1206 мешканців (наприкінці XIX століття — 2137).
Станом на 1885 рік у колишньому військовому поселенні, центрі Торговицької волості Уманського повіту Київської губернії, мешкало 1570 осіб, налічувалось 340 дворових господарств, існувала православна церква, каплиця, єврейський молитовний будинок, єврейське училище, школа, 3 рейнських погреби, 6 постоялих будинків, 4 постоялих двори, 42 лавки, 2 водяні млини, відбувались ярмарки по неділях через 2 тижні.
У 1920 в селі відбулось селянське повстання, в ході якого повсталі захопили владу в селі та скарали на смерть 17 більшовиків.
За переписом 1897 року кількість мешканців зросла до 3677 осіб (1776 чоловічої статі та 1901 — жіночої), з яких 2360 — православної віри, 1299 — юдейської.

### Голодомор
Під час Голоду 1932—1933 років, тільки згідно мартирологу, укладеному на підставі свідчень очевидців Голодомору, в селі загинуло 64 особи. Ночами («щоб ніхто не бачив») люди ходили на поле шукати мерзлі буряки і гнилу картоплю. Колоски з пшеницею шукали у стрісі. Її трусили, і що звідти падало, те й мололи. Навесні у річці з'являлися скойки (річкові молюски), які збирало усе село.

## Населення
Згідно з переписом УРСР 1989 року чисельність наявного населення села становила 2763 особи, з яких 1282 чоловіки та 1481 жінка.
За переписом населення України 2001 року в селі мешкало 2710 осіб.

### Мова
Розподіл населення за рідною мовою за даними перепису 2001 року:
| Мова       | Відсоток |
| ---------- | -------- |
| українська | 96,57 %  |
| російська  | 1,89 %   |
| вірменська | 1,38 %   |
| молдовська | 0,12 %   |
| білоруська | 0,04 %   |

## Храми
- 1746 року за сприяння Францішека Салезія Потоцького було збудовано дерев'яну церкву святого Миколая.
- 19 листопада 2016 року Святійший Патріарх Київський і всієї Руси-України Філарет в Торговиці звершив чин великого освячення храму на честь Святителя Миколая Чудотворця.

## Відомі люди
- Буряк Григорій Григорович — старшина Збройних сил України, учасник російсько-української війни.
- Теплицький Марк Львович (1924, Торговиця — 2009) — Заслужений архітектор РСФСР, автор проектів багатьох споруд Курська[10]
- 13 жовтня 2015 року в Торговиці відкрито меморіальну таблицю на честь Миколи Томака, Івана Сурженка, Олександра Азарова, Миколи Покрищенка. Благодійник вирішив залишитися невідомим.
- Аліщенко Іван Альбертович (1980—2014) — капітан ЗСУ, учасник російсько-української війни, загинув біля смт Велика Новосілка (Донецька область).
- Ткаченко Роман Юрійович (* 1986) — старшина, Державна прикордонна служба України, учасник російсько-української війни.